# ダン・ジョンソン
ダニエル・ライアン・ジョンソン（Daniel Ryan Johnson , 1979年8月10日 - ）は、アメリカ合衆国ミネソタ州アノーカ郡クーンラピッズ出身のプロ野球選手（投手、一塁手）。右投左打。

## 来歴

### プロ入り後

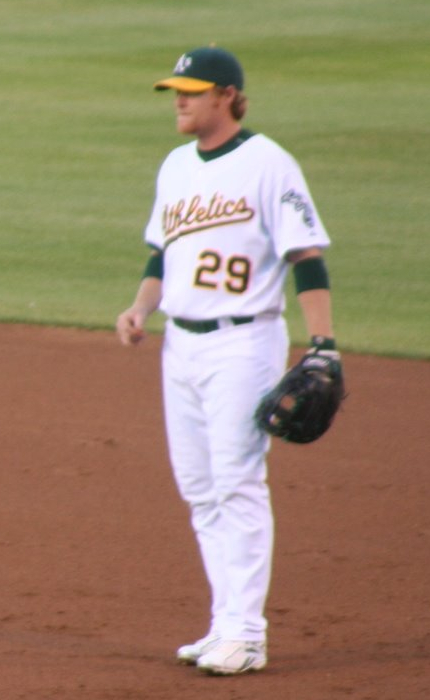
オークランド・アスレチックス時代
(2007年6月19日)

2001年のMLBドラフト7巡目でオークランド・アスレチックスから指名を受け、プロ入りを果たす。
2005年にメジャーデビューを果たした。同年は、ルーキーイヤーながら15本塁打を放つ活躍を見せ、数年後の中軸打者として期待された。
2006年は不振に陥り、.234という低い打率でシーズンを終えた。
2007年は復調し18本塁打を記録するがその後は出場機会があまり無かった。
2008年4月18日にウェーバーでタンパベイ・レイズへ移籍した。

### 横浜時代
2008年12月19日に横浜ベイスターズへ1年契約で移籍。チームに手薄な左の長距離砲として期待されていた。
2009年は4番の村田修一がWBCで怪我をしたため、4番候補にも挙げられたが開幕では3番として出場。村田の復帰後は主に5番か6番に起用された。守備位置は横浜では外野手登録となっていたが、本職は内野手であり、メジャー時代に外野を守ったことは1試合程度しかない。そのことに加え、キャンプ中に左太ももを痛めるなど下半身に不安があることや、前年一塁を守っていた内川聖一が外野に回ることを承諾したため、試合では一塁手で起用されている。前半戦終了時で本塁打13本と長打力を見せ、四球で出塁することも多かった。8月に村田が足の故障で再び離脱すると、代役の4番をつとめた。また、打撃フォームは極端なオープンスタンスから少し足を開く程度に変わっている。シーズン後半から代打起用を中心に打撃成績が向上したものの、シーズン終盤に弱点を徹底的に攻められ再び成績が降下し、低打率から脱することなくシーズンを終えた。高年俸と低打率、そして一塁しか守れないことがネックとなり球団はシーズン終了後に戦力外を通告、退団となった。

### レイズ復帰
2010年は古巣レイズと年俸50万ドルの1年契約を結んだ。AAA級ダーラム・ブルズでは30本塁打、打率.303、OPS1.053と結果を残し8月にメジャーに昇格。メジャーでは打率.198ながら7本塁打と出塁率.343を残し、9月15日のニューヨーク・ヤンキース戦では2本塁打4打点の活躍を見せ、チームの地区優勝に貢献した。
2011年は開幕から5月まで打率.115、OPS.345と不振に陥り、5月24日には40人枠から外れた。AAA級ダーラムでは93試合の出場で打率.273、13本塁打を残し、9月14日にメジャーに昇格。9月28日に行われたヤンキースとのプレーオフ進出が懸かったシーズン最終戦で、9回裏2死走者なし1点ビハインドの場面で代打で出場。2ストライク2ボールと追い込まれ、ファウルで粘った後に外角低めの球をライトスタンドに運び、土壇場で同点とした。その試合で延長12回サヨナラ勝ちを収めたレイズは、ワイルドカード争い首位で並んでいたボストン・レッドソックスがボルチモア・オリオールズに敗れたため、プレーオフ進出を決めた。

### レイズ退団後
2012年2月1日にシカゴ・ホワイトソックスとマイナー契約を結び、ロースター拡大した9月にメジャー昇格した。
2013年1月24日にニューヨーク・ヤンキースとマイナー契約を結んだが、メジャー昇格のないまま8月30日に解雇され、ボルチモア・オリオールズにマイナー契約で入団。AAA級ノーフォーク・タイズで5試合出場後、9月13日にメジャー昇格を果たし、3試合に出場し、5打数無安打1三振に終わった。11月1日にFAとなり、11月15日にトロント・ブルージェイズとマイナー契約を結んだ。なお、この頃から投手への転向も考えていたという。
2014年はAAA級バッファロー・バイソンズで開幕を迎え、94試合に出場。17本塁打54打点、打率.248だった。7月11日に一塁手のアダム・リンドが故障で離脱したため、ブルージェイズとメジャー契約を結んだ。昇格後は13試合に出場したが、7月31日に左ハムストリングのの故障で15日間の故障者リスト入りした。9月2日に再昇格したが、わずか2試合の出場にとどまった。この年は15試合に出場し、1本塁打7打点、打率.211だった。10月3日に40人枠を外れ、AAA級バッファローへ降格し、同日にFAとなった。オフの12月15日にヒューストン・アストロズとマイナー契約を結んだ。
2015年3月26日に金銭トレードでマイナー契約のままシンシナティ・レッズに移籍。4月25日に自由契約となり、5月4日にセントルイス・カージナルスとマイナー契約を結び、AAA級メンフィス・レッドバーズに配属された。7月8日にメジャー契約を結び昇格した。

### 投手転向後
2016年3月5日にタンパベイ・レイズとナックルボーラーとしてマイナー契約を結んだ。しかし3月30日に解雇となり、4月8日に内野手として独立リーグ・アトランティックリーグのブリッジポート・ブルーフィッシュと契約し、一塁手の他に投手としても5試合に登板。6月13日にトレードでロングアイランド・ダックスに移籍。ダックスでは一塁手としての出場のみで29日に解雇となる。7月8日に投手としてアメリカン・アソシエーションのセントポール・セインツと契約し7試合に登板。8月23日に投手としてロサンゼルス・ドジャースとマイナー契約を結んだ。
2017年5月15日に内野手としてリーガ・メヒカーナ・デ・ベイスボルのプエブラ・パロッツと契約。6月1日にレオン・ブラボーズに移籍。8月21日にセントポール・セインツへ移籍し、再び投手登録された。
2018年も投手登録でセインツに所属。7月14日にトレードでリンカーン・ソルトドッグスに移籍。その後、再びリーガ・メヒカーナ・デ・ベイスボルのレオンブラボーズに移籍した。
2019年8月からネブラスカ大学リンカーン校の野球チームのスタッフとなり、これ以降はプロ野球選手としての活動は行なっていない。

## 詳細情報

### 年度別打撃成績
| 年 度     | 球 団     | 試 合 | 打 席 | 打 数 | 得 点 | 安 打 | 二 塁 打 | 三 塁 打 | 本 塁 打 | 塁 打 | 打 点 | 盗 塁 | 盗 塁 死 | 犠 打 | 犠 飛 | 四 球 | 敬 遠 | 死 球 | 三 振 | 併 殺 打 | 打 率 | 出 塁 率 | 長 打 率 | O P S |
| --------- | --------- | ----- | ----- | ----- | ----- | ----- | -------- | -------- | -------- | ----- | ----- | ----- | -------- | ----- | ----- | ----- | ----- | ----- | ----- | -------- | ----- | -------- | -------- | ----- |
| 2005      | OAK       | 109   | 434   | 375   | 54    | 103   | 21       | 0        | 15       | 169   | 58    | 0     | 1        | 0     | 8     | 50    | 1     | 1     | 52    | 11       | .275  | .355     | .451     | .806  |
| 2006      | OAK       | 91    | 331   | 286   | 30    | 67    | 13       | 1        | 9        | 109   | 37    | 0     | 0        | 0     | 5     | 40    | 2     | 0     | 45    | 6        | .234  | .323     | .381     | .704  |
| 2007      | OAK       | 117   | 495   | 416   | 53    | 98    | 20       | 1        | 18       | 174   | 62    | 0     | 0        | 0     | 4     | 72    | 4     | 3     | 77    | 12       | .236  | .349     | .418     | .768  |
| 2008      | OAK       | 1     | 1     | 1     | 0     | 0     | 0        | 0        | 0        | 0     | 0     | 0     | 0        | 0     | 0     | 0     | 0     | 0     | 0     | 0        | .000  | .000     | .000     | .000  |
| 2008      | TB        | 10    | 28    | 25    | 3     | 5     | 0        | 0        | 2        | 11    | 4     | 0     | 0        | 0     | 0     | 3     | 0     | 0     | 7     | 0        | .200  | .286     | .440     | .726  |
| '08計     | TB        | 11    | 29    | 26    | 3     | 5     | 0        | 0        | 2        | 11    | 4     | 0     | 0        | 0     | 0     | 3     | 0     | 0     | 7     | 0        | .192  | .276     | .423     | .699  |
| 2009      | 横浜      | 117   | 382   | 325   | 43    | 70    | 6        | 1        | 24       | 150   | 57    | 0     | 0        | 0     | 1     | 52    | 1     | 4     | 78    | 10       | .215  | .330     | .462     | .791  |
| 2010      | TB        | 40    | 140   | 111   | 15    | 22    | 3        | 0        | 7        | 46    | 23    | 1     | 0        | 0     | 3     | 25    | 0     | 1     | 27    | 1        | .198  | .343     | .414     | .757  |
| 2011      | TB        | 31    | 91    | 84    | 7     | 10    | 1        | 0        | 2        | 17    | 4     | 0     | 0        | 0     | 0     | 6     | 0     | 1     | 18    | 3        | .119  | .187     | .202     | .389  |
| 2012      | CWS       | 14    | 31    | 22    | 8     | 8     | 1        | 0        | 3        | 18    | 6     | 0     | 0        | 0     | 0     | 9     | 1     | 0     | 3     | 0        | .364  | .548     | .818     | 1.367 |
| 2013      | BAL       | 3     | 5     | 5     | 0     | 0     | 0        | 0        | 0        | 0     | 0     | 0     | 0        | 0     | 0     | 0     | 0     | 0     | 1     | 0        | .000  | .000     | .000     | .000  |
| 2014      | TOR       | 15    | 48    | 38    | 8     | 8     | 2        | 0        | 1        | 13    | 7     | 0     | 0        | 0     | 2     | 7     | 0     | 1     | 10    | 1        | .211  | .333     | .342     | .675  |
| 2015      | STL       | 12    | 21    | 19    | 1     | 3     | 0        | 0        | 0        | 3     | 2     | 0     | 0        | 0     | 0     | 2     | 0     | 0     | 4     | 1        | .158  | .238     | .158     | .396  |
| MLB：10年 | MLB：10年 | 443   | 1625  | 1382  | 179   | 324   | 61       | 2        | 57       | 560   | 203   | 1     | 1        | 0     | 22    | 214   | 8     | 7     | 244   | 34       | .234  | .335     | .405     | .741  |
| NPB：1年  | NPB：1年  | 117   | 382   | 325   | 43    | 70    | 6        | 1        | 24       | 150   | 57    | 0     | 0        | 0     | 1     | 52    | 1     | 4     | 78    | 10       | .215  | .330     | .462     | .791  |

- 2018年度シーズン終了時

### 年度別守備成績
| 年 度 | 球 団 | 一塁（1B） | 一塁（1B） | 一塁（1B） | 一塁（1B） | 一塁（1B） | 一塁（1B） | 三塁（3B） | 三塁（3B） | 三塁（3B） | 三塁（3B） | 三塁（3B） | 三塁（3B） | 左翼（LF） | 左翼（LF） | 左翼（LF） | 左翼（LF） | 左翼（LF） | 左翼（LF） |
| 年 度 | 球 団 | 試 合      | 刺 殺      | 補 殺      | 失 策      | 併 殺      | 守 備 率   | 試 合      | 刺 殺      | 補 殺      | 失 策      | 併 殺      | 守 備 率   | 試 合      | 刺 殺      | 補 殺      | 失 策      | 併 殺      | 守 備 率   |
| ----- | ----- | ---------- | ---------- | ---------- | ---------- | ---------- | ---------- | ---------- | ---------- | ---------- | ---------- | ---------- | ---------- | ---------- | ---------- | ---------- | ---------- | ---------- | ---------- |
| 2005  | OAK   | 101        | 897        | 57         | 6          | 94         | .994       | -          | -          | -          | -          | -          | -          | -          | -          | -          | -          | -          | -          |
| 2006  | OAK   | 85         | 689        | 64         | 4          | 96         | .995       | -          | -          | -          | -          | -          | -          | -          | -          | -          | -          | -          | -          |
| 2007  | OAK   | 97         | 869        | 40         | 4          | 80         | .996       | -          | -          | -          | -          | -          | -          | -          | -          | -          | -          | -          | -          |
| 2008  | TB    | 8          | 39         | 5          | 0          | 4          | 1.000      | -          | -          | -          | -          | -          | -          | 1          | 3          | 0          | 0          | 0          | 1.000      |
| 2009  | 横浜  | 53         | 451        | 27         | 6          | 31         | .988       | 33         | 24         | 42         | 4          | 4          | .943       | -          | -          | -          | -          | -          | -          |
| 2010  | TB    | 13         | 82         | 3          | 0          | 11         | 1.000      | 6          | 5          | 6          | 2          | 0          | .846       | 3          | 1          | 0          | 0          | 0          | 1.000      |
| 2011  | TB    | 21         | 151        | 13         | 1          | 10         | .994       | 3          | 0          | 2          | 0          | 0          | 1.000      | -          | -          | -          | -          | -          | -          |
| 2012  | CWS   | 3          | 12         | 1          | 0          | 2          | 1.000      | -          | -          | -          | -          | -          | -          | -          | -          | -          | -          | -          | -          |
| 2013  | BAL   | 1          | 1          | 0          | 0          | 1          | 1.000      | -          | -          | -          | -          | -          | -          | -          | -          | -          | -          | -          | -          |
| 2014  | TOR   | 8          | 44         | 4          | 1          | 2          | .980       | -          | -          | -          | -          | -          | -          | -          | -          | -          | -          | -          | -          |
| 2015  | STL   | 6          | 34         | 4          | 0          | 6          | 1.000      | -          | -          | -          | -          | -          | -          | -          | -          | -          | -          | -          | -          |
| MLB   | MLB   | 343        | 2818       | 191        | 16         | 306        | .905       | 9          | 5          | 8          | 2          | 0          | .867       | 4          | 4          | 0          | 0          | 0          | 1.000      |
| NPB   | NPB   | 53         | 451        | 27         | 6          | 31         | .988       | 33         | 24         | 42         | 4          | 4          | .943       | -          | -          | -          | -          | -          | -          |

- 2018年度シーズン終了時

### 表彰
MiLB
- インターナショナルリーグMVP：1回（2010年）

### 記録
NPB
- 初出場・初先発出場：2009年4月3日、対中日ドラゴンズ1回戦（ナゴヤドーム）、3番・一塁手で先発出場、4打数無安打
- 初打席：同上、1回表に吉見一起から空振り三振
- 初安打：2009年4月7日、対読売ジャイアンツ1回戦（横浜スタジアム）、4回裏に高橋尚成から右前安打
- 初本塁打・初打点：2009年4月26日、対東京ヤクルトスワローズ5回戦（明治神宮野球場）、2回表に松岡健一から右越2ラン

### 背番号
- 11 （2005年）
- 29 （2006年 - 2008年途中、2012年）
- 24 （2008年途中 - 同年終了、2010年 - 2011年）
- 3 （2009年）
- 55 （2013年）
- 16 （2014年）
- 30 （2015年）